# 谭轶凌
谭轶凌（TAN Yi Ling，1987年12月19日—），中国女子体育舞蹈运动员。
2010年11月，谭轶凌代表中國出戰廣州亞運會，與杨超合作參加體育舞蹈比賽的标准舞-快步及标准5项舞兩個項目，奪得兩面金牌的佳績。

## 外部連結
- 2010年亚洲运动会中国代表团 - 谭轶凌[]